# Yū Ōkubo
Yū Ōkubo (japanisch 大久保 優 Ōkubo Yū; * 17. Mai 1997 in der Präfektur Kyōto) ist ein japanischer Fußballspieler.

## Karriere
Yū Ōkubo erlernte das Fußballspielen in der Universitätsmannschaft der Kansai-Universität. Seinen ersten Profivertrag unterschrieb er im Februar 2020 bei Gainare Tottori. Der Verein, der in der Präfektur Tottori beheimatet ist, spielte in der dritten japanischen Liga, der J3 League. Sein Drittligadebüt gab Yū Ōkubo am 27. Juni 2020 im Auswärtsspiel gegen die U23-Mannschaft von Cerezo Osaka. Hier stand er in der Startelf und wurde in der 64. Minute gegen Yūya Taguchi ausgewechselt. Nach insgesamt 71 Ligaspielen, in denen er 13 Tore erzielte, wechselte er im Februar 2024 nach Australien. Hier unterschrieb er einen Vertrag beim Hills United FC. Der Verein spielt in der New South Wales Premier League.